# 이르지 스칼라크
이르지 스칼라크(체코어: Jiří Skalák, 1992년 3월 12일 ~ )는 1. 체스카 포트발로바 리가에 소속되어 있는 팀인 믈라다볼레슬라프에서 활약하고 있는 체코의 축구 선수이다.

## 경력
2016년 2월 1일, 스칼라크는 120만 파운드 (한화 약 20억원)의 이적료로 브라이턴 & 호브 앨비언으로 이적하게 된다. 그는 QPR과의 경기에서 자신의 이적 후 첫 골을 넣었다.